# Агардакская офиолитовая зона
Агардагская офиолитовая зона, расположенная в южной Туве, в структурном отношении представляет собой шовную зону восток-северо-восточного простирания, разделяющую Таннуольскую островодужную систему ордовикского возраста (на северо-западе) и Сангиленский блок докембрийского Тувино-Монгольского микроконтинента (на юго-востоке) (Владимиров и др. 2005). В кембрии по ней происходили надвиговые перемещения, а в ордовике — сдвиговые (Гоникберг 1999, Владимиров и др. 2005). В составе Агардакской зоны выделяется несколько офиолитовых массивов, представленных разными частями офиолитовой ассоциации. 
- Агардаг-Тайга (преимущественно серпенитинизированные гипербазиты и осадочные породы)
- Карашатский (дунит-верлит-клинопироксенит габбровый комплекс, дайковые серии, осадочные породы)
- Тес-Хемский (дайковые серии, лавы, осадочные породы)
- Чон-Саирский (габбро, дайковый комплекс)

Геодинамическая обстановка формирования агардакских офиолитов продолжает оставаться дискуссионной. Согласно работам (Pfander et al. 2002, Козаков и др. 2003) офиолитовые массивы данной зоны рассматриваются как реликты энсиматической островной дуги и её задугового бассейна, в работах (Куренков и др. 2002, Добрецов и др. 2005, Гоникберг 1997) обосновывается формирование агардакских офиолитов в рифтогенных структурах, аналогичных современному Красноморскому рифту. 
Агардакские офиолиты имеют вендский (позднедокембрийский) возраст.

## Участок Агардак-Тайга

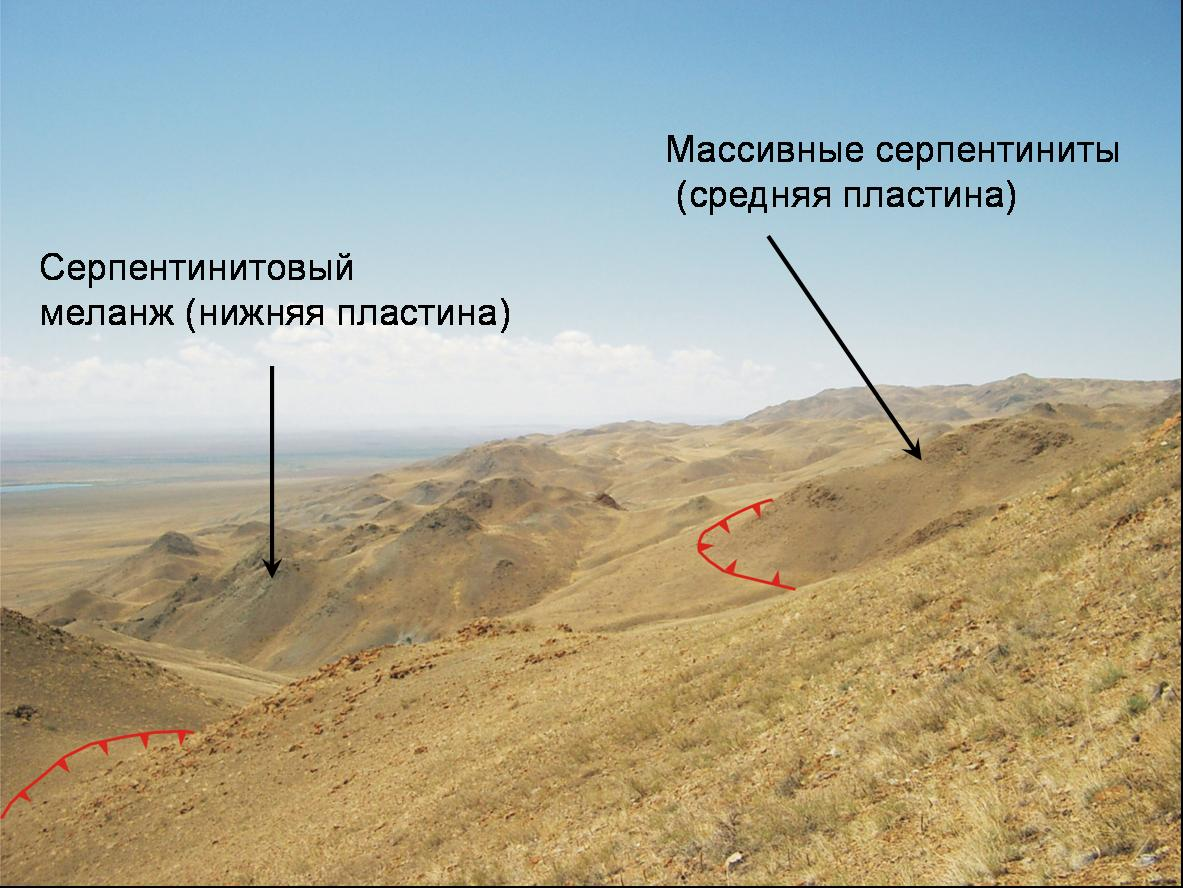
Контакт нижней и средней тектонических пластин в структуре участка Агардак-Тайга Агардакской офиолитовой зоны, южная Тува.

В структуре данного участка выделяется три тектонические пластины, имеющие юго-западное простирание и падающие на северо-запад под углами 45–50°: нижняя сложена рассланцеванными серпентинитами и серпентинитовым меланжем, средняя — массивными серпентинитами, верхняя — серыми микрокварцитами и фтанитами. Подошва пакета пластин скрыта под шлейфом четвертичных отложений.
Серпентинитовый меланж нижней пластины содержит включения рассланцеванных зеленокаменных метабазальтов, микрокварцитов, фтанитов и родингитов. Метабазальты слагают изометричные или несколько удлиненные блоки, размер которых колеблется от метров до нескольких десятков метров. Для них характерны прожилки и стяжения красных яшм. Светло-серые микрокварциты образуют пластину, мощностью около 50 м, протяженностью, по крайней мере, несколько сотен метров. Простирание пластины юго-западное, согласное с общим простиранием структуры, падение северо-западное, под углами 50–60°.
Насыщенность меланжа включениями закономерно меняется вкрест простирания: в нижней части блоки метабазальтов и фтанитов резко преобладают над серпентинитовым матриксом, выше они исчезают, вместо них появляются родингиты. Тела родингитов имеют округлую либо слабо удлиненную форму и размеры до 10–15 м в поперечнике, часто в матриксе видны следы их вращения (закатывания), удлиненные тела при этом смяты в складки (фото). В самой верхней части пластины включения практически отсутствуют.
Средняя пластина сложена массивными апогарцбургитовыми и аподунитовыми серпентинитами.
Верхняя пластина состоит из осадочных пород, подобных породам из серпентинитового меланжа — микрокварцитов, фтанитов, кремнистых аргиллитов. Благодаря повышенной устойчивости к выветриванию выделяются серые микрокварциты, слагающие прерывистые скалистые гряды.

## Участок Кара-Шат
Первоначально массив горы Кара-Шат в Южной Туве рассматривался предыдущими исследователями в качестве базит-гипербазитового плутона (Пинус и др., 1955; Еремеев, 1965; Волохов и др., 1973), а также как ассоциация альпинотипных  гипербазитов с интрузией габбро (Пинус и др., 1958; Пинус, Колесник, 1966; Велинский и др., 1978).
Впоследствии было установлено, что в районе горы Кара-Шат присутствует сложная ассоциация горных пород зонально-полосчатого строения. Ширина полос колеблется от 400 м до 2,5 км при протяженности в обнаженной части более 8 км. С севера на юг выделяются следующие зоны.

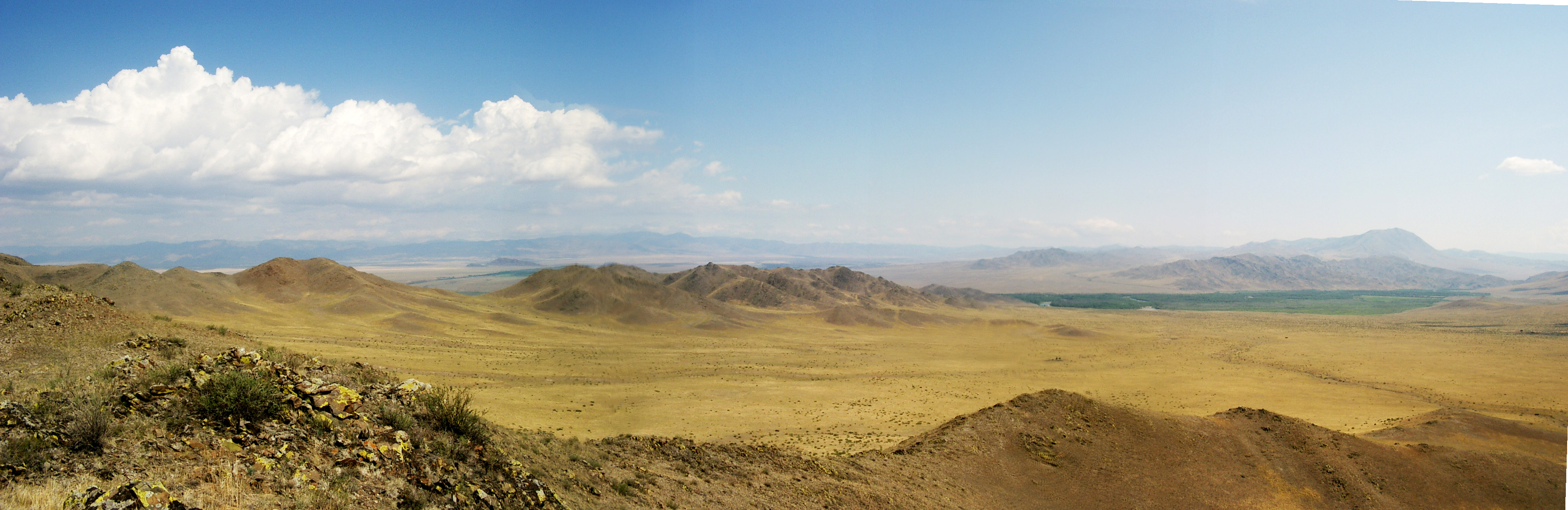
Кара-Шатский офиолитовый массив, южная Тува.

Схема геологического строения Карашатского участка Агардагской офиолитовой зоны 1 – расслоенный дунит-верлит-клинопироксенитовый комплекс; 2 – массивные и полосчатые средне- и крупнокристаллические габброиды; 3 – габброиды, диориты, кварцевые диориты; 4 – кварцевые диориты; 5 – мелко- среднезернистые габброиды; 6 – офиолитовые дайковый комплекс и мелко- среднезернистые габброиды; 7 — слоистые известняки, песчаники, эффузивы; 8 — четвертичные отложения. Схема составлена с использованием данных из работы (Куренков, Диденко, Симонов, 2002)

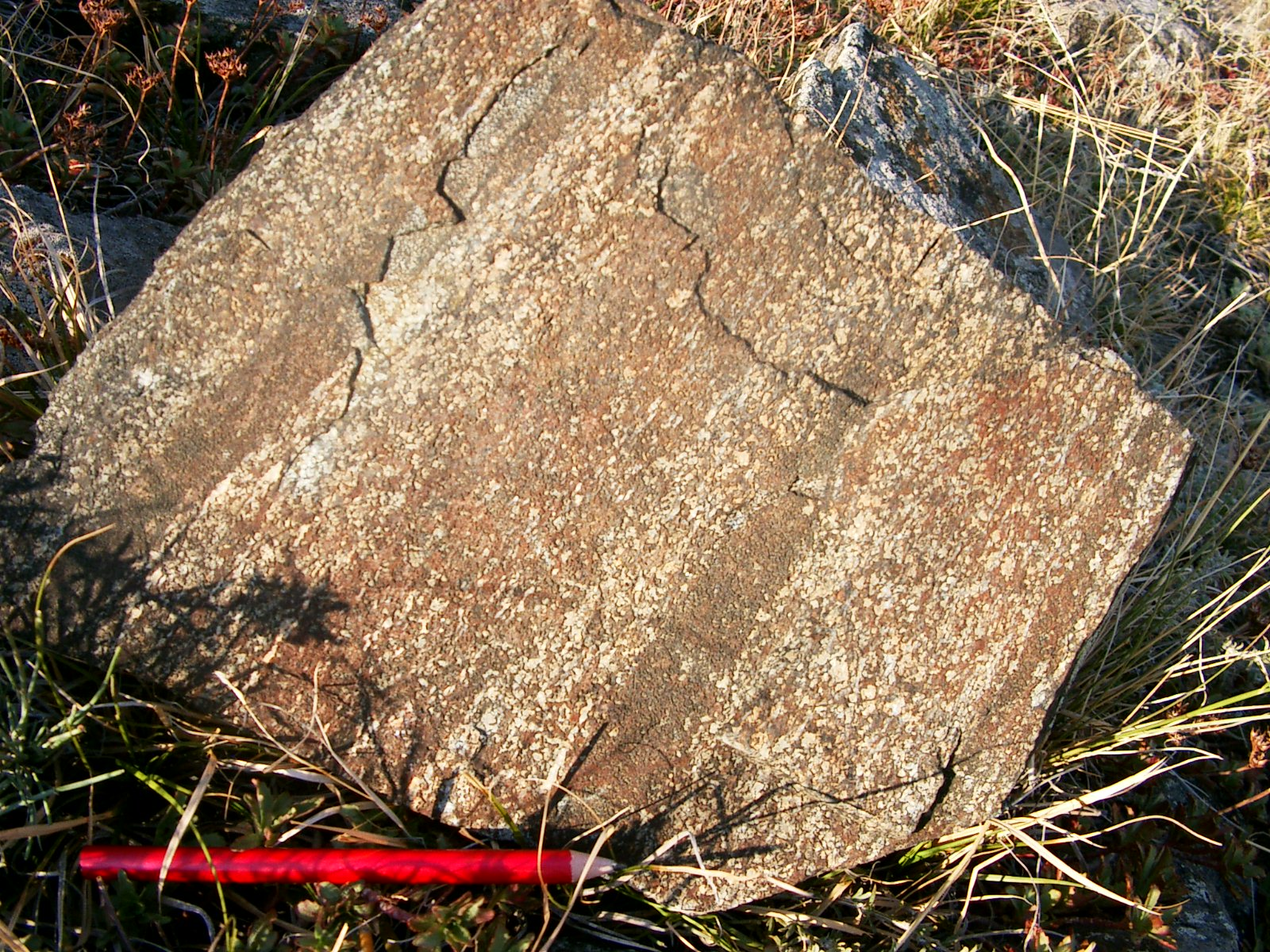
Полосчатое габбро, Кара-Шатский офиолитовый массив, южная Тува

1. Зона (до 2,5 км), захватывающая гору Кара-Шат, выполнена в основном нормальными 
клинопироксен-плагиоклазовыми габбро. 
2. Полоса (до 700 м), выклинивающаяся к северо-востоку, сложена расслоенным дунит (серпентинит)-верлит-клинопироксенитовым комплексом.
3. Узкая линейная зона (300-800 м) габброидов, плавно переходящая к югу в комплекс габбро, диоритов и кварцевых диоритов. Вблизи этого комплекса в габброидах развивается серия даек. Офиолитовые дайки (рис. 6.24с) имеют неровные «плавающие» границы с зонами закалок. Иногда наблюдаются постепенные переходы микрозернистых габбро-диабазов в габбро. Эти особенности, а также наличие зон закалок у габбро — все это свидетельствует о том, что мы имеем дело с корневыми частями даек. Формирование этих тел происходило на фоне высокого теплового режима в ещё довольно пластичной матрице габбро.
4. Широкая полоса (до 2 км), выполненная сложным комплексом, в котором мелкозернистые и крупнокристаллические габбро в виде шлиров, участков с резкими контурами, располагаются в диоритах, отличаясь от них только по особенностям химического состава. В целом картина напоминает магматическую брекчию — результат воздействия диоритового расплава на габброиды. 
Все породы ассоциации горы Кара-Шат прорваны многочисленными дайками девонского (?) возраста, представленными порфиритами. Эти дайки часто неодновозрастны, причем плагиоклазовые порфириты прорываются более поздними дайками диабазов.
Вмещающие эффузивно-осадочные толщи вблизи Карашатского массива имеют довольно сложное строение. Детальные исследования показали, что осадочные породы (песчаники, карбонаты и т.п.) чередуются с конформными телами диабазов и диабазовых порфиритов. Часть из них имеет четкие прямолинейные закалочные контакты и небольшую мощность (первые метры). Другие тела имеют неровные контакты, одностороннюю закалку, обладают значительной мощностью (до 15 м и более) и больше всего похожи на потоки или силлы. Палеомагнитные исследования [Печерский, Шелестун, 1987] подтверждают, что первоначально положение этих тел было горизонтальное, т.е. доказывают, что данные тела являются силлами или потоками, чередующимися в разрезе с осадочными образованиями.
Проведенные исследования показали, что в районе горы Кара-Шат располагается офиолитовая ассоциация, включающая в себя полный набор магматогенных членов: ультрамафиты — габбро — дайки — эффузивы. По данным палеомагнитного анализа первичное расположение расслоенности в габбро было субгоризонтальным. Таким образом, для офиолитовой ассоциации горы Кара-Шат характерна практически непрерывная последовательность смены пород снизу вверх по разрезу: габбро — ультрамафиты — габбро — дайки — силлы — потоки эффузивов — осадочные отложения.

## Чон-Саирский участок
Участок лога Чон-Саир находится на правом берегу р. Тес-Хем к востоку от Карашатского массива на продолжении офиолитовой зоны Южной Тувы. Основную роль на участке Чон-Саир играют серии параллельных даек. Присутствие эффузивов здесь не отмечено и оно остается весьма проблематичным.
В целом в разрезе «чонсаирской толщи» можно выделить несколько последовательно сменяющихся (без тектонических нарушений) с юга на север достаточно узких и протяженных зон.
1. С юга «чонсаирская толща» ограничена массивными гранитоидами. 
2. На протяжении 200 м граниты содержат отдельные параллельные дайки диабазов субширотного простирания.
3. Затем следует 250-метровый интервал, на котором от гранитов остаются только отдельные скрины в дайковом комплексе. Можно выделить, по крайней мере, две генерации даек, разделенных узкими (около 25 см) скринами гранитоидов. Дайки первой генерации (мощностью до 4 м) выполнены диабазами в эндоконтактах и габбро-диабазами в центре. В них присутствуют полосы полевошпатовых порфиритов с ксенолитами гранитоидов. Скрины прорываются тонкими субпараллельными апофизами крупных даек. Дайки второй генерации (до 2 м мощности) более просты по строению — диабазы по краям и в центре габбро-диабазовая структура. Можно сделать вывод, что дайки первой генерации формировались в сложных процессах взаимодействия базальтовой магмы с гранитоидным субстратом. Последующие серии даек прорывали матрицу уже с преобладанием базитового материала.
4. Далее на интервале 220 м следует комплекс диабазовых даек с редкими скринами гранитов и отдельными кварц-полевошпатовых порфиров.
5. На следующем интервале в 380 м представлен комплекс габбро с дайками диабазов и кварц-полевошпатовых порфиров. Взаимоотношения отдельных типов пород достаточно сложные. Тела габброидов (размерами до первых десятков метров) имеют неровные границы с мелкокристаллическими эндоконтактовыми зонами. Для даек габбро-диабазов (около 1 м) характерны закальные контакты с кислыми породами, в то время как с габброидами их взаимоотношения не совсем ясны. Дайки кварц-полевошпатовых порфиров (мощностью до 0,4 м) резко отличаются по внешнему виду от гранитоидных скринов в южной части разреза и имеют тонкозернистые закальные контакты как с диабазами, так и с габброидами. Подобные сложные взаимоотношения свидетельствуют о близких по времени процессах петрогенезиса. Сходная картина (только без кислых разностей) установлена нами для карашатских габбро и даек.
6. Интервал в 380 м, на котором развиты преимущественно габбро, аналогичные карашатским, с участками диабазов и плагиогранитов.
7. На 250-метровом отрезке развиты полосчатые габбро с меланократовыми практически пироксенитовыми слоями и с гнейсовидными структурами на контакте с вмещающими песчаниками.
В общем проведенные на участке Чон-Саир исследования показали, что здесь располагается полоса (мощностью более 1,5 км) офиолитов (полосчатое габбро — верхнее габбро — дайковый комплекс), которая прослеживается на расстоянии более 15 км. По своим характеристикам рассмотренные офиолиты близки комплексам Карашатского массива и оба объекта являются фрагментами единой офиолитовой ассоциации. Отличительной особенностью офиолитов участка Чон-Саир является их формирование в условиях деструкции гранитоидного массива. Процессы спрединга, фиксируемого дайковыми сериями, происходили на краю более древнего гранитоидного блока. В целом, намечается явное сходство офиолитов Чон-Саира с миоценовыми офиолитами Тихама-Азир в Красноморском регионе (Колман, 1984; Колман и др., 1979)